# Евглевская, Лолита Вадимовна
Лолита Вадимовна Евглевская (бел. Лаліта Вадзімаўна Мілшіна-Яўглеўская, в девичестве Цветкова, в первом замужестве Мильшина, род. 31 декабря 1963, Сокол, Вологодская область) — советская, белорусская и австралийская спортсменка, специализирующаяся в стрельбе из пистолета, участница шести Олимпиад. Бронзовый призёр Олимпийских игр, чемпионка Европы и Океании. Заслуженный мастер спорта Республики Беларусь (2000).

## Карьера
Заниматься спортивной стрельбой Лолита Евглевская начала в конце 1970-х годов. В 1986 году она уже была членом основной советской сборной на чемпионате мира в Зуле. Там она заняла пятое место в стрельбе из пневматического пистолета. Спустя год стала чемпионкой Европы в том же упражнении.
В 1990-е годы представляла Белоруссию. В составе этой сборной впервые выступила на Олимпийских играх под фамилией Мильшина (в Атланте она стала восьмой в стрельбе из пневматического пистолета). В 1998 году на мировом первенстве в Барселоне выиграла бронзовую медаль. Медаль такого же достоинства завоевала на Олимпиаде в Сиднее, но сделала это в стрельбе из стандартного малокалиберного пистолета с 25 метров. В стрельбе из пневматического пистолета в финал не вышла.
После сиднейской Олимпиады сменила спортивное гражданство и стала представлять на международных стартах Австралию. Под флагом этой страны принимала участие в четырёх Олимпийских играх, но не пробивалась в финальный раунд. В 2010 году стала вице-чемпионкой мира в стрельбе из пневматического пистолета, уступив 1,8 балла сербке Зоране Арунович. На чемпионатах Океании неоднократно становилась чемпионкой, а в 2005 и 2013 годах становилась абсолютной чемпионкой, выигрывая обе олимпийские дисциплины.
Сын Сергей Евглевский (род. 15 октября 1997 года) также стал стрелком, выступал за Австралию на Олимпийских играх 2020 года в стрельбе из скорострельного пистолета. Сама Евглевская на Играх 2020 года не выступала.

## Выступления на Олимпийских играх
| Игры                | Пистолет 25 метров | Пневм. пистолет 10 метров |
| ------------------- | ------------------ | ------------------------- |
| За Белоруссию       |                    |                           |
| 1996 Атланта        | —                  | 8                         |
| 2000 Сидней         | 3                  | 11                        |
| За Австралию        |                    |                           |
| 2004 Афины          | 10                 | 21                        |
| 2008 Пекин          | 14                 | 18                        |
| 2012 Лондон         | 17                 | 40                        |
| 2016 Рио-де-Жанейро | 14                 | 24                        |